# Polydactylus plebeius
Polydactylus plebeius és una espècie de peix pertanyent a la família dels polinèmids.

## Descripció
- Pot arribar a fer 45 cm de llargària màxima[3] (normalment, en fa 30)[4] i 1.650 g de pes.[5]
- És de color daurat amb la part superior oliva fosc. Aletes fosques.
- Té 7 o 8 ratlles prominents i fosques al llarg de les fileres d'escates longitudinals per damunt de la línia lateral i 7-9 ratlles febles per sota.
- 9 espines i 13 radis tous a l'aleta dorsal i 2 espines i 11-12 radis tous a l'anal.
- Radis de les aletes pectorals no ramificats.
- Els filaments pectorals més llargs són el quart o el cinquè.
- El marge posterior del maxil·lar arriba just (o una miqueta més enllà) al marge posterior de la parpella adiposa.[6][7]

## Alimentació
Menja crustacis petits, peixos i d'altres organismes bentònics.

## Hàbitat
És un peix d'aigua marina i salabrosa, demersal i de clima tropical (37°N-35°S, 22°E-148°W) que viu fins als 122 m de fondària de la plataforma continental sobre fons fangosos.

## Distribució geogràfica
Es troba a la conca Indo-Pacífica: des de l'Àfrica oriental fins a la Polinèsia Francesa, el Japó i Austràlia. És absent del mar Roig i del golf Pèrsic.

## Observacions
És inofensiu per als humans.